# Traça-das-paredes
A traça-das-paredes, larva-branca ou lagarta-de-casaco (Phereoeca uterella) é uma pequena mariposa da família dos tineídeos, cosmopolita. Ela pertence ao reino Animalia, filo Arthropoda, classe Insecta, ordem Lepidoptera e família Pyralidae.

## Nomes vernáculos
- Língua kwazá[2]: atʃitʃiɁũɨi

## Descrição
As larvas desta espécie são frequentemente encontradas subindo as paredes das casas (ou atrás de móveis, e mesmo se movendo em superfícies planas) dentro de um pequeno casulo achatado, geralmente marrom, e de forma losangonal, com uma abertura em cada extremidade – por onde a larva (lagarta) aparece. A larva se alimenta de pelos (incluindo a lã de roupas), penas, couro, fragmentos de pele morta, cabelos e papel, além de algumas fibras sintéticas, preferivelmente com algum grau de umidade. Como a maioria das traças, Phereoeca uterella passa por quatro estágios de desenvolvimento: ovo, larva, pupa e adulto. As larvas são as mais conhecidas por causar danos, alimentando-se de materiais orgânicos. As larvas podem causar danos significativos a produtos armazenados, como grãos e farinhas. Elas podem contaminar os alimentos, tornando-os impróprios para consumo.[carece de fontes?]
As mariposas adultas medem em torno dos 1,5 cm de comprimento e, ao contrário de outras mariposas, não são atraídas pela luz. Esta espécie é encontrada em várias regiões do mundo, principalmente em áreas temperadas. Ela pode ser vista em ambientes urbanos e rurais. Phereoeca uterella prefere ambientes onde há disponibilidade de alimentos, como grãos armazenados e produtos vegetais. É comum encontrá-la em armazéns, silos e locais onde cereais são armazenados.[carece de fontes?]

## Distribuição geográfica
A phereoeca uterella foi observada no sudeste dos Estados Unidos, no Brasil e na Guiana. A Phereoeca uterella, uma espécie de mariposa pertencente à família Pyralidae, é distribuída principalmente em regiões da Europa e na Ásia. Sua presença é mais comum em áreas com vegetação herbácea, onde as larvas se alimentam de plantas específicas. A distribuição geográfica exata pode variar, mas geralmente inclui países como Reino Unido, França, Alemanha e partes da Ásia Central e Oriental. É importante considerar que a distribuição pode ser influenciada por fatores ambientais e climáticos, além de modificações em habitats naturais.